# Међупопречни мишићи
Међупопречни мишићи (лат. musculi intertransvensarii) су кратки парни мишићи, који повезују попречне наставке суседних пршљенова кичменог стуба. Добро су развијени у вратном и слабинском делу кичме, док су у њеном грудном делу мање-више закржљали.
У вратном региону налазе се по два мишића са сваке стране, између попречних наставака цервикалних пршљенова:
- предњи међупопречни мишићи врата (лат. musculi intertransvensarii anteriores cervicis) и
- задњи међупопречни мишићи врата (лат. musculi intertransvensarii posteriores cervicis).

У њиховој инервацији учествују предње и задње гране вратних живаца, а основна улога им је бочно савијање кичме.